# Josep Enric Llebot
Josep Enric Llebot (Barcelona, 1953) es un físico y político independiente catalán en el gobierno de Convergencia i Unió. Desde el año 2011, es el secretario de Medio Ambiente y Sostenibilidad de la Generalidad de Cataluña.
Estudió física en la Universidad Autónoma de Barcelona, donde se licenció en 1975 y posteriormente, en 1981, se doctoró. A lo largo de su carrera, Llebot ha trabajado principalmente en sectores relacionados con la termodinámica, la física ambiental y el cambio climático. También ha sido el promotor de los estudios de ciencias ambientales en Cataluña y en España. Ha publicado más de ochenta publicaciones científicas y una veintena de libros, entre los cuales destaca ¿El tiempo está loco?, que ganó el premio de la Fundació Catalana per a la recerca a la divulgación científica. Ha sido decano de la Facultad de Ciencias de la Universidad Autónoma de Barcelona y de la Universidad de Gerona. Es catedrático de Física de materia condensada de la UAB y ha sido vicerrector de Política Económica y de Organización.
Es miembro del Institut d'Estudis Catalans y desde 2017 secretario general. Ha colaborado escribiendo columnas en distintos periódicos como La Vanguardia y Avui. Ha coordinado dos estudios científicos sobre el cambio climático en Cataluña.
En junio de 2015 fue imputado por prevaricación en el caso Iberpotash. En la interlocutoria de 19 de junio de 2019, el juzgado de 1a. instancia e instrucción n.5 de Manresa acuerda el archivo de la causa.
El 1 de diciembre  de 2016 fue nombrado presidente del Patronato del parque nacional d'Aigüestortes i Estany de Sant Maurici. También preside la Fundació Emys de Riudarenes.